# Claus Hammer
Claus Hammer (* 11. Mai 1940 in Kirchheim unter Teck; † 13. Juni 2015 in Planegg) war ein deutscher Chirurg, Veterinärmediziner und Professor für Experimentelle Chirurgie. Der Schwerpunkt seiner Forschungsarbeit lag auf dem Gebiet der Immunologie und Xenotransplantation.

## Leben
Hammer studierte Veterinärmedizin an der Ludwig-Maximilian-Universität München (LMU) und promovierte 1965 am Institut für Physiologie und Ernährung der Tiere der veterinärmedizinischen Fakultät der LMU.
Parallel zum Studium der Veterinärmedizin begann Hammer 1964 mit dem Studium der Humanmedizin an der LMU München und folgte 1966 einem Angebot der Deutschen Fördergesellschaft für Entwicklungsländer (GAWI) als „Lecturer for biochemistry“ an der Veterinärmedizinischen Universität Nairobi in Kenia.
1967 setzte Hammer sein Humanmedizinstudium an der LMU München fort und promovierte bei Walter Brendel am Institut für Chirurgische Forschung in München zum Thema: „Beeinflussung der hyperakuten Abstoßungsreaktion. Ex-vivo-Perfusion von Schweine- und Schafnieren durch Hunde“. Nach der Approbation 1971 forschte Hammer am Institut für Chirurgische Forschung in München. Sein Interesse galt vor allem der Transplantations- und Tumorimmunologie. 1972 wurde er zum Fachtierarzt für Versuchstierkunde ernannt und 1974 zum Vertrauensmann für Versuchstierfragen der Deutschen Forschungsgemeinschaft im Raum München bestimmt.
1975 erhielt Hammer den „von-Langenbeck-Preis“ der Deutschen Gesellschaft für Chirurgie (mit Christian Chaussy) und habilitierte sich im gleichen Jahr mit dem Thema „Immunologische und experimentelle Grundlagen der xenogenen Organtransplantation“.
1975 bis 1977 forschte Hammer zu diesem Thema an der Cancer Research Unit der McGill University, Montreal, Canada. Im Anschluss setzte er seine wissenschaftliche Arbeit am Institut für Chirurgische Forschung in München auf dem Gebiet der Xenotransplantation fort und war Leiter der Sektion Xenotransplantation der Deutschen Transplantationsgesellschaft.
Unter Hammers Leitung wurde in den 1980er Jahren das zyto-immunologische Monitoring (ZIM) entwickelt, um die hohe Anzahl notwendiger Endomyokardbiopsien bei herztransplantierten Patienten zu reduzieren. Dieses nicht-invasive Verfahren ermöglicht durch Subtypisierung und quantitative Erfassung zirkulierender Lymphozyten im peripheren Blut eine Unterscheidung zwischen akuten Abstoßungsreaktionen und bakteriell- bzw. viral-bedingten Entzündungen des Transplantats nach Herztransplantationen.
Für seine Verdienste wurde Hammer u. a. 1994 mit der Ehrenmitgliedschaft der Polnischen Gesellschaft für Chirurgie ausgezeichnet. Außerdem war er Generalsekretär der Europäischen Gesellschaft für Organtransplantation (ESOT), Treasurer der Internationalen Gesellschaft für Transplantation und Mitglied des „Ethikbeirates Xenotransplantation“ der Bundesärztekammer.

## Publikationen
- C. Hammer: Xenotransplantation – is it just around the corner? Nephrology Dialysis Transplantation 1994; 9: 1724–1727
- C. Hammer: Physiological obstacles after xenotransplantation. Annals of the New York Academy of Science 1998a; 862: 19–27
- C. Hammer, R. Linke, F. Wagner; M. Diefenbeck: Organs from animals for men. International Archives of Allergy and Immunology 1998b; 116: 5–21
- C. Hammer: Xenotransplantation: Perspectives and limits. Blood Purification 2001; 19: 322–32
- C. Hammer: Zu den Möglichkeiten der Xenotransplantation. Bundesgesundheitsblatt – Gesundheitsforschung – Gesundheitsschutz 2002; 45: 801–806
- C. Hammer, P. Fraunberger, B. Meiser, S. Hammer: Procalcitonin: A new marker for diagnosis of acute rejection and nonviral infection of heart and lung transplant patients. Transplantation Proceedings 2001; 33 (3): 2204–6
- C. Hammer: Xenotransplantation and its future. Forensic Science International 1994; Vol. 69 (3): 259–268